# Ливия на Олимпийских играх
Ливия впервые приняла участие в Олимпийских играх в 1964 году. Страна дважды бойкотировала Олимпиады — в 1976 году в Монреале и в 1984 году в Лос-Анджелесе. В зимних Олимпийских играх Ливия никогда не участвовала. Ливийские спортсмены никогда не выигрывали олимпийские медали.
Национальный Олимпийский комитет Ливии создан в 1962 году и признан МОК в 1963 году.

## Медальный зачёт

### Летние Олимпийские игры
| Игры                | Спортсменов          | Золото               | Серебро              | Бронза               | Всего                | Место                |
| ------------------- | -------------------- | -------------------- | -------------------- | -------------------- | -------------------- | -------------------- |
| 1964 Токио          | 1                    | 0                    | 0                    | 0                    | 0                    | —                    |
| 1968 Мехико         | 1                    | 0                    | 0                    | 0                    | 0                    | —                    |
| 1972 Мюнхен         | не принимала участие | не принимала участие | не принимала участие | не принимала участие | не принимала участие | не принимала участие |
| 1976 Монреаль       | не принимала участие | не принимала участие | не принимала участие | не принимала участие | не принимала участие | не принимала участие |
| 1980 Москва         | 32                   | 0                    | 0                    | 0                    | 0                    | —                    |
| 1984 Лос-Анджелес   | не принимала участие | не принимала участие | не принимала участие | не принимала участие | не принимала участие | не принимала участие |
| 1988 Сеул           | 4                    | 0                    | 0                    | 0                    | 0                    | —                    |
| 1992 Барселона      | 5                    | 0                    | 0                    | 0                    | 0                    | —                    |
| 1996 Атланта        | 5                    | 0                    | 0                    | 0                    | 0                    | —                    |
| 2000 Сидней         | 3                    | 0                    | 0                    | 0                    | 0                    | —                    |
| 2004 Афины          | 8                    | 0                    | 0                    | 0                    | 0                    | —                    |
| 2008 Пекин          | 6                    | 0                    | 0                    | 0                    | 0                    | —                    |
| 2012 Лондон         | 5                    | 0                    | 0                    | 0                    | 0                    | —                    |
| 2016 Рио-де-Жанейро | 7                    | 0                    | 0                    | 0                    | 0                    | —                    |
| 2020 Токио          | 4                    | 0                    | 0                    | 0                    | 0                    | —                    |
| Всего               | Всего                | 0                    | 0                    | 0                    | 0                    |                      |